# سميح البطيخي
سميح بدر الدين ذيب البطيخي (وٌلِد في 1943) هو ضابط مخابرات أردني، شغل منصب مدير دائرة المخابرات العامة الأردنية بين عامي 1996 و2000، كما عمل مستشارًا أمنيًا للملك حسين ثم للملك عبد الله الثاني برتبة وزير، وعمل مقرراً لمجلس أمن الدولة. يُعد من الشخصيات الأمنية البارزة والجدلية التي تولّت مسؤوليات حساسة في فترة انتقال الحكم في الأردن أواخر التسعينيات، وارتبط اسمه بإنجازات أمنية بارزة، كما لاحقته اتهامات فساد كبيرة أدّت إلى محاكمته وإدانته لاحقًا. عٌيّين عضواً في مجلس الأعيان الأردني، الذي استقال منه تمهيداً لمحاكمته.

## النشأة والتعليم
وُلد سميح البطيخي عام 1943 في مدينة عمّان الأردنية. درس الحقوق في جامعة القاهرة، وحصل منها على درجة البكالوريوس عام 1967. كان منذ شبابه معروفًا بالانضباط والذكاء، ما أهّله للانخراط في العمل الأمني مبكرًا. وقد ساعدته خلفيته القانونية في فهم الأبعاد الدستورية لعمل الأجهزة الأمنية.

## حياته الخاصة
تفاصيل كثيرة عن حياته لا تزال طي الكتمان، مثله مثل أي رئيس لجهاز المخابرات. كل ما يُعرف عن حياته العائلية هو أن لديه إبن (هيثم) يعمل في منصب الرئيس التنفيذي للبنك الأردني الكويتي.

## الحياة المهنية المبكرة
التحق البطيخي بعد تخرجه بدائرة المخابرات العامة الأردنية، وتدرّج في المناصب داخل الجهاز خلال السبعينيات والثمانينيات. في عام 1986، كان قد بلغ رتبة عقيد، وعمل تحت قيادة اللواء طارق علاء الدين، حيث اكتسب خبرة كبيرة في الملفات الاستخباراتية والعمليات الأمنية المعقدة. وفي تسعينيات القرن العشرين، عُيّن مستشارًا للملك لشؤون الأمن القومي برتبة وزير، وهو ما منح عمله الأمني بُعدًا سياسيًا كبيرًا.

### رئاسة دائرة المخابرات العامة (1996–2000)
في عام 1996، عيّنه الملك الحسين بن طلال مديرًا عامًا لدائرة المخابرات العامة. احتفظ بالمنصب حتى عام 2000، وهي فترة تميزت باضطرابات إقليمية وانتقال السلطة في الأردن بعد وفاة الملك الحسين عام 1999 وتسلّم الملك عبد الله الثاني الحكم. خلال فترة قيادته، أشرف البطيخي على إحباط مخطط الألفية (1999–2000) الذي استهدف فنادق ومواقع سياحية أردنية قبيل احتفالات رأس السنة، واعتُبر من أبرز إنجازات المخابرات الأردنية في مكافحة الإرهاب. وإنشاء وحدة لمكافحة الفساد داخل الجهاز سنة 1996، في خطوة لزيادة النزاهة الداخلية.
حظي البطيخي بتقدير رسمي واسع خلال خدمته، ونال وسام الاستقلال وميدالية اليوبيل الفضي (لاحقًا). كان له دور بارز في تعزيز كفاءة الجهاز الأمني داخليًا، وفي ضبط العلاقة مع الأجهزة الأمنية الأجنبية. كما ساعدت سياساته في تفادي تعرض الأردن لهجمات إرهابية واسعة خلال فترة نشاط تنظيمات متشددة في المنطقة.

## الأوسمة
- وسام الكوكب من الدرجة الثالثة.[6]
- وسام الاستقلال من الدرجة الثانية
- وسام الكوكب من الدرجة الأولى
- وسام النهضة من الدرجة الأولى
- وعدد من الأوسمة العسكرية والدولية

## قضية التسهيلات البنكية
في عام 2002، وبعد خروجه من مجلس الأعيان، أُحيل البطيخي إلى القضاء العسكري في قضية عُرفت باسم «قضية التسهيلات البنكية». وُجهت إليه تهم: الاحتيال والاختلاس بالتواطؤ مع رجل الأعمال مجد الشمايلة للحصول على قروض وهمية بمبالغ تجاوزت بمجملها المليار دولار أمريكي من بنوك محلية باستخدام ختم مزوّر باسم دائرة المخابرات العامة. وإساءة استعمال السلطة والتزوير.
قام هو ومجد الشمايلة بالتقدم بطلب تسهيلات بنكية من البنوك الأردنية على أساس أن لديه عقود توريد أجهزة حاسوب وعطاءات بمبالغ ضخمة مع دائرة المخابرات العامة. وقام سميح البطيخي بتأكيد هذه المعلومات لدى قيام البنوك بالتحقق من صحة هذه المعلومات. في يوليو 2003، أُدين من قبل محكمة عسكرية، وحُكم عليه من قبل القاضي العسكري سميح عصفورة - الذي أصبح مديراً لدائرة المخابرات فيما بعد - بالسجن 8 سنوات مع الأشغال الشاقة، وغرامة مالية بلغت نحو 24 مليون دولار، وإلزامه بإعادة ما يزيد عن 30 مليون دولار، ومصادرة أصوله وتجميد أرصدة أسرته.
لاحقًا، خُفّضت مدة السجن إلى 4 سنوات بأمر من مدير المخابرات آنذاك سعد خير بموجب الصلاحيات المخولة له. أثارت هذه الفضيحة الكثير من علامات الاستفهام ,ألا ان الفريق البطيخي لم يعلق عليها.

## الحياة بعد الإفراج
أُفرج عنه في عام 2006، وظل بعيدًا عن الإعلام، لكن في عام 2017 كُشف أنه لا يزال يُلقّب رسميًا بـ«معالي» رغم الإدانة القضائية. ومنذ الإفراج عنه، عاش سميح البطيخي حياة خاصة بعيدًا عن الأضواء. وقد أُعيد تكريمه في عام 2022 بوسام ميدالية اليوبيل الفضي بأمر ملكي، ما أثار ردود فعل متباينة في الشارع الأردني.